# Fontana delle Naiadi
La fontana delle Naiadi si trova a Roma, al centro di piazza della Repubblica.

## Storia
Nell'ultimo decennio del suo pontificato, papa Pio IX dispose e finanziò la ricostruzione dell'antico acquedotto dell'Aqua Marcia, gravemente danneggiato dai Goti nel VI secolo e da allora rimasto inutilizzato. La gestione del nuovo acquedotto fu affidata, nel 1868, alla società “Acqua Pia Antica Marcia SpA” (il cui marchio si può ancora rinvenire su alcune fontane e tombini), che rimase a lungo una delle principali fornitrici di approvvigionamento idrico della città.
L'opera doveva terminare in una grande “mostra” (come già altri pontefici avevano fatto per gli acquedotti ripristinati durante il loro regno), che fu realizzata in una posizione circa 80 metri più vicino alla stazione di Roma Termini rispetto a quella in cui è situata attualmente la fontana, all'incirca dove oggi si trova il monumento ai Caduti di Dogali, su via Luigi Einaudi. Si trattava di una semplice ampia piscina circolare, con il bordo costituito da una composizione di rocce da cui partiva un gran numero di zampilli d'acqua rivolti verso il centro. Qui la composizione era completata da cinque getti d'acqua verticali, di cui quello centrale molto più alto degli altri. Il papa la inaugurò il 10 settembre 1870, 10 giorni prima della breccia di Porta Pia e della fine del suo regno temporale.

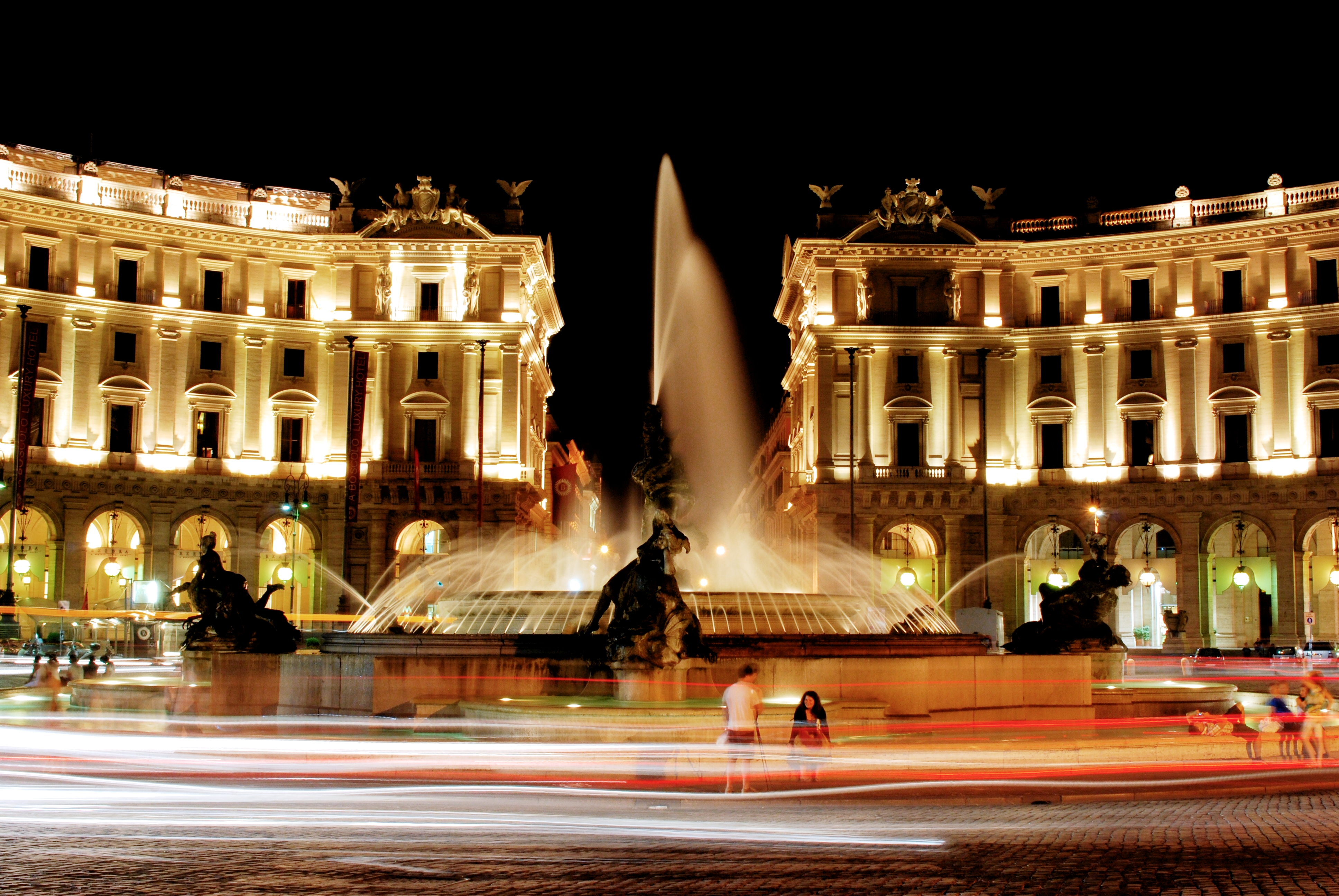
Immagine notturna della fontana

Alcuni anni più tardi, nel 1888, approfittando di una sistemazione urbanistica della zona che imponeva al Comune di spostare la fontana di qualche metro, si colse l'occasione per ricostruirla ex novo, cambiandone completamente l'aspetto. Il progetto dell'architetto Alessandro Guerrieri prevedeva 3 tazze circolari concentriche a diversa altezza poste su una base ottagonale con i lati alternativamente retti e concavi; sui lati retti si aprono quattro vasche semicircolari e l'intera struttura è immersa in un'ampia piscina poco profonda. Il primo tentativo (in occasione della visita a Roma dell'imperatore Guglielmo II di Germania) di sistemare quattro leoni di gesso accucciati, posti nelle quattro vasche semicircolari sui lati retti dell'ottagono, come ornamento dell'intero complesso, non ebbe successo, e il progetto venne abbandonato.

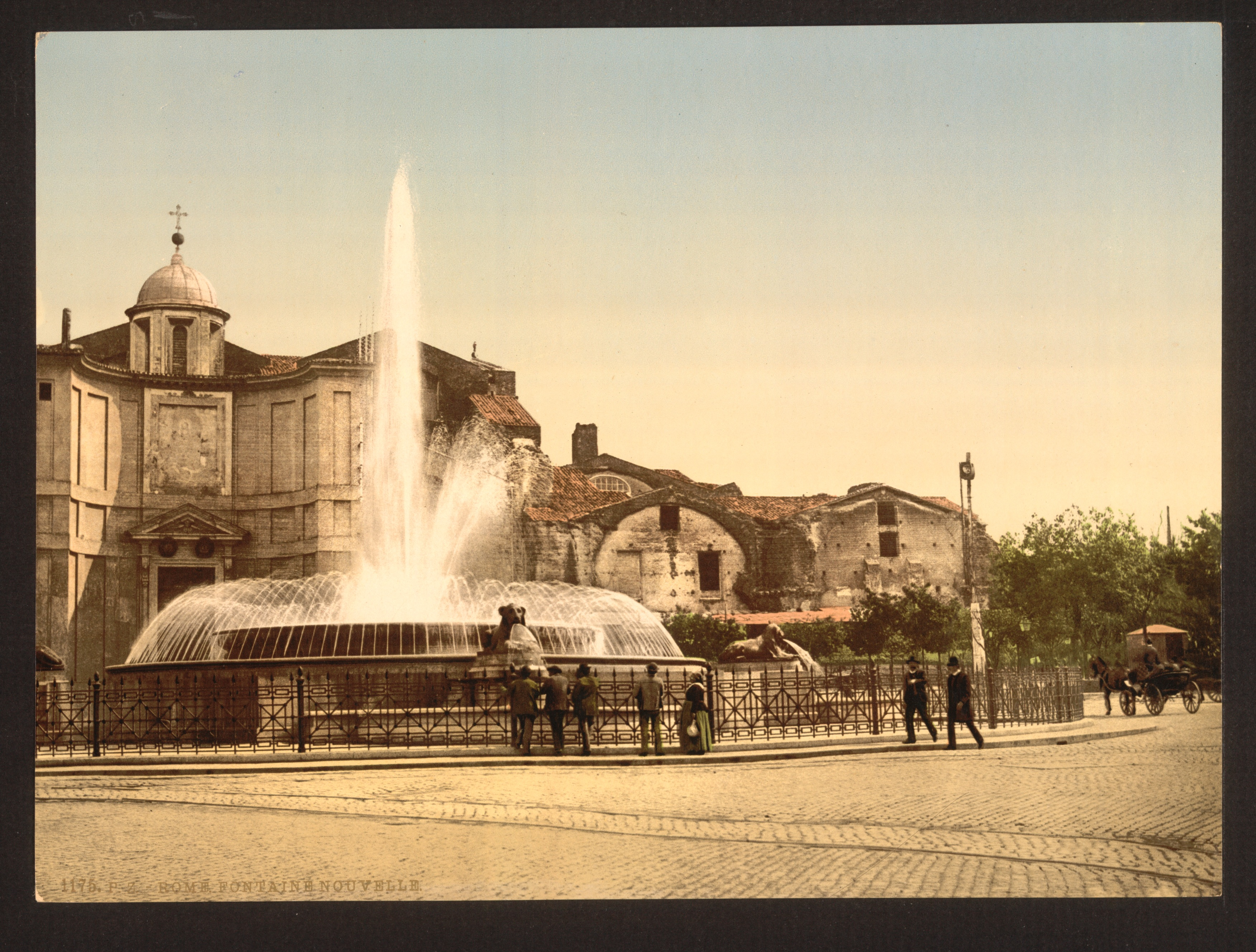
La fontana tra il 1890 e il 1900

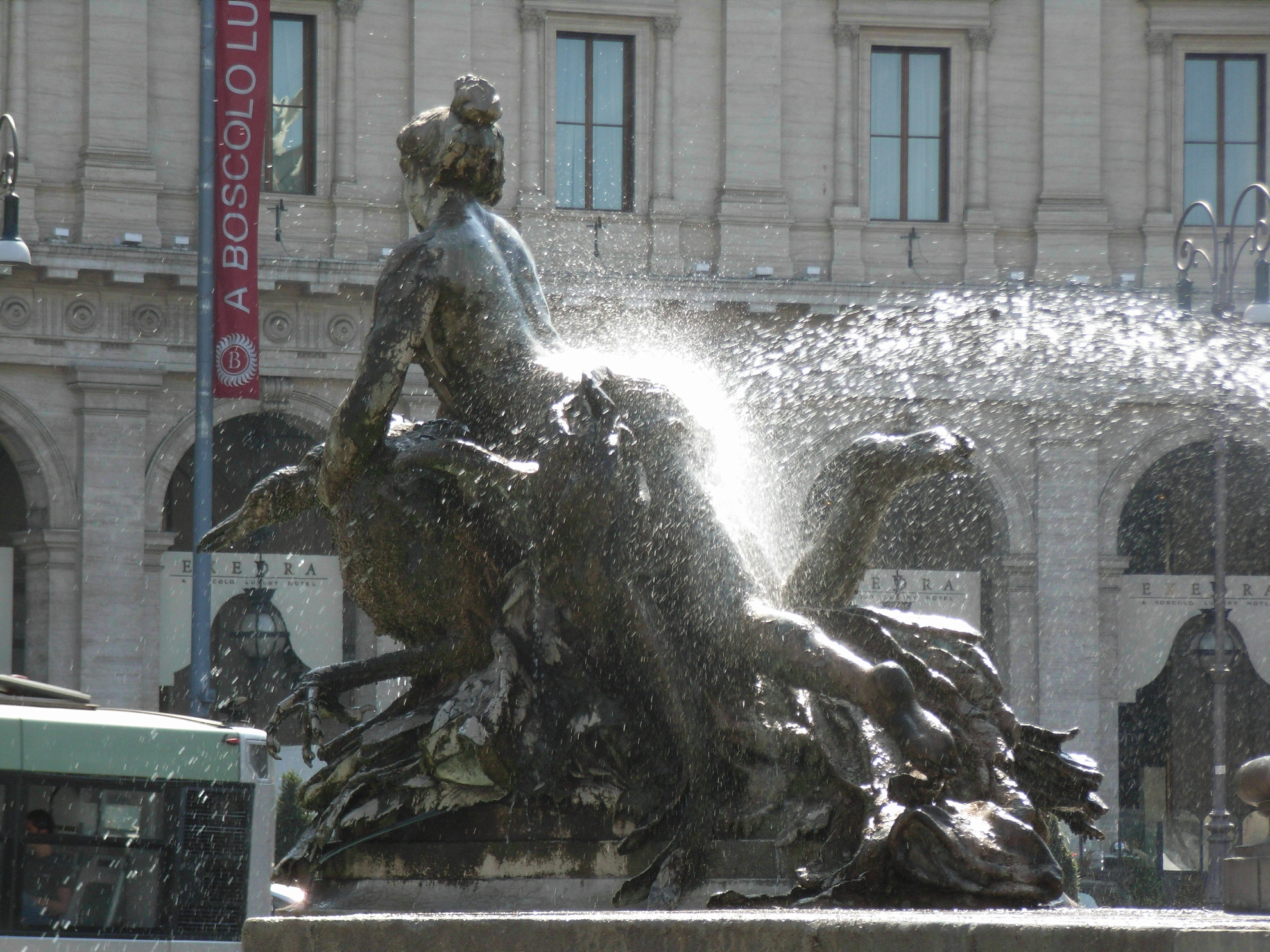
Particolare della fontana

Il successivo progetto, opera dello scultore palermitano Mario Rutelli, portato a termine e inaugurato nel 1901, consisteva in quattro figure femminili nude bronzee (sistemate al posto dei leoni negli appositi bacini sporgenti), raffiguranti delle naiadi: la Ninfa dei Laghi, riconoscibile dal cigno che tiene con sé, la Ninfa dei Fiumi, sdraiata su un mostro acquatico, la Ninfa delle Acque Sotterranee, sdraiata sopra un drago, e la Ninfa degli Oceani, in sella ad un cavallo simbolo del mare. Un grosso zampillo ricadeva sulle statue provenendo dalla prima vasca interna, mentre la vasca centrale manteneva il progetto della fontana originaria, con una numerosa serie di zampilli indirizzati verso l'interno, oltre ai cinque centrali. L'intero complesso era circondato da una cancellata.
La posizione particolarmente sensuale e lasciva delle statue, e la lucentezza dei corpi procaci bagnati dall'acqua, risultò essere uno spettacolo immorale e indecente per l'ala conservatrice di fede papalina che ancora era viva in città, e di cui si faceva portavoce L'Osservatore Romano, il quotidiano del Vaticano; nonostante inizialmente fosse stato mantenuto uno steccato in legno per impedire la vista del monumento (in attesa che il Comune prendesse posizione sulle proteste), l'andirivieni di giovani che sostavano intorno alla cancellata per ammirare le statue tra le tavole sconnesse non faceva che acuire il senso di scandalo che la fontana suscitava. Le polemiche crebbero, in nome del pudore e del perbenismo, e si mantennero per un pezzo, ma il Comune abbracciò le tesi progressiste e, oltre a non rimuovere le Naiadi, come la corrente più puritana avrebbe voluto, il 10 febbraio 1901 lasciò che i romani, a seguito di una mezza sollevazione popolare, abbattessero lo steccato.

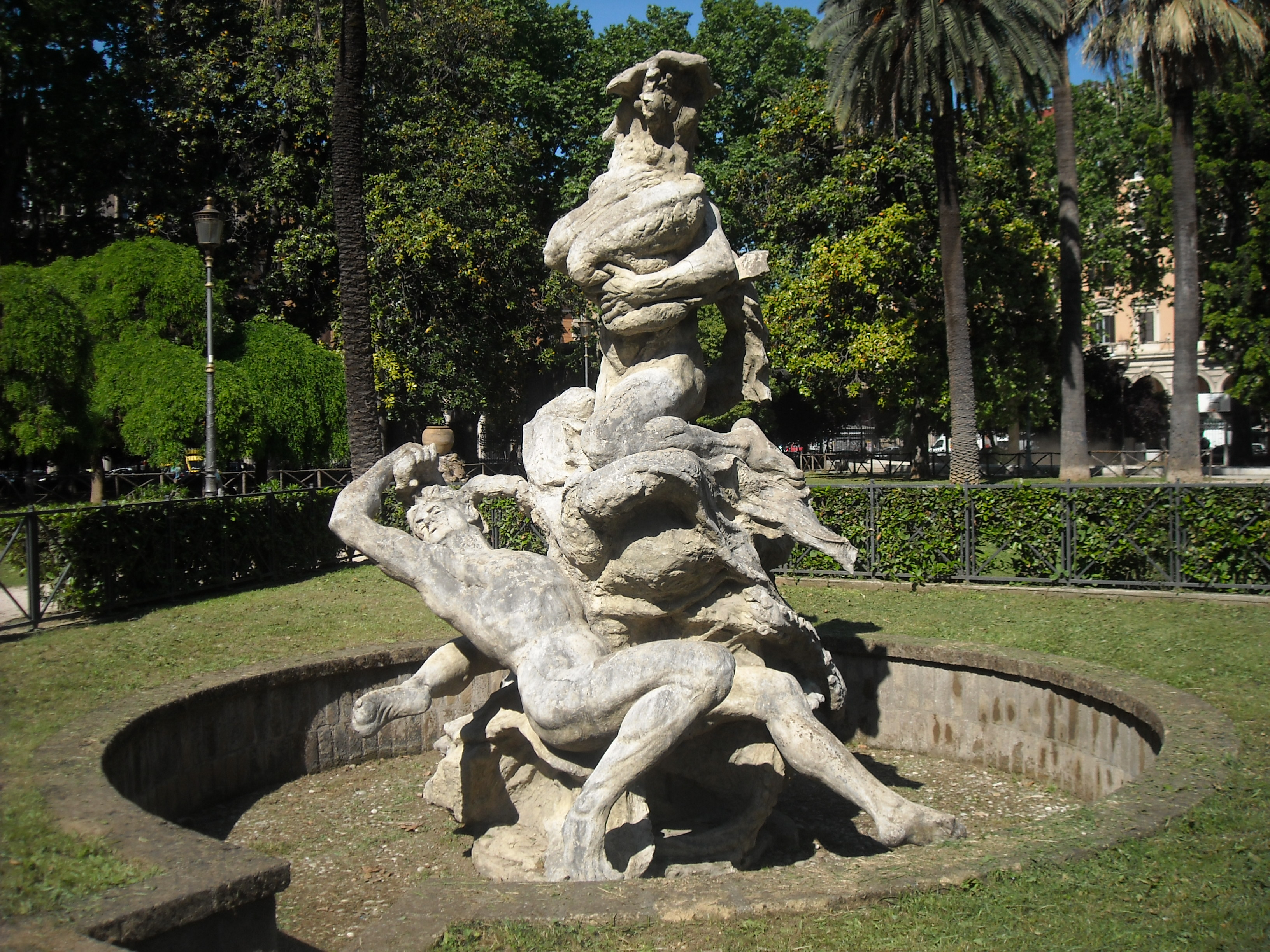
Il gruppo chiamato "Fritto misto", ora nei giardini di piazza Vittorio Emanuele II

Sempre al Rutelli venne commissionata la decorazione per il gruppo centrale della fontana. La realizzazione dello scultore risultò alquanto bizzarra: tre tritoni, un delfino e un grosso polipo, avvinghiati tra loro apparentemente in una lotta. Quando, nel 1911, il primo modello fu collocato in cima alla fontana, suscitò reazioni sarcastiche, e il gruppo venne ribattezzato "il fritto misto di Termini". Venne presto rimosso, e si chiese all'artista di scolpirne un altro, più sobrio. 

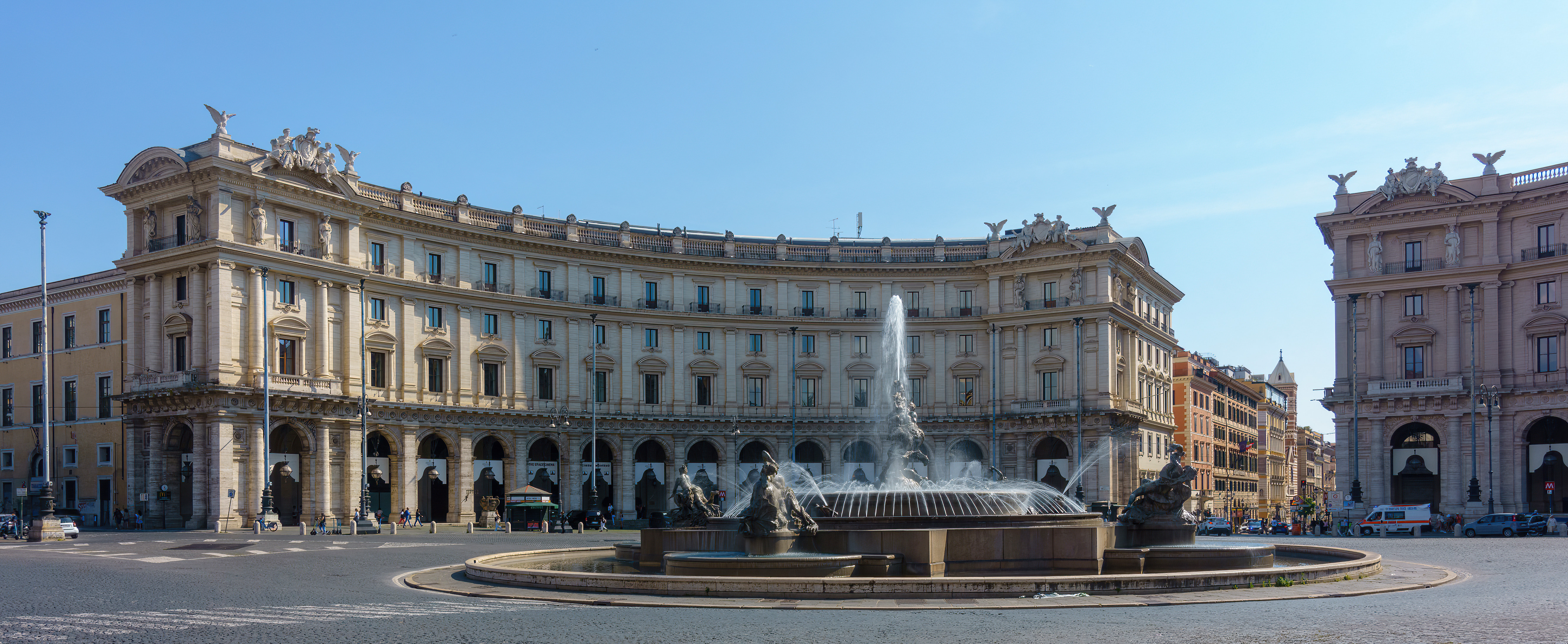
Fontana delle Naiadi e piazza della Repubblica

Nel 1912, finalmente, la fontana assunse l'aspetto definitivo che mantiene tuttora, con la sistemazione, al centro, del gruppo del Glauco, una figura maschile nuda che afferra un delfino, simboleggiante il dominio dell'uomo sulla forza naturale, dalla cui bocca esce lo zampillo centrale. L'opera completa venne di nuovo inaugurata nel 1914.
Un intervento di restauro e pulitura risale al 1988, mentre nel 2019 si è reso necessario un ulteriore intervento con chiusura della fontana per risolvere alcuni problemi di perdite d'acqua che stavano causando infiltrazioni nella sottostante stazione metro. La riapertura dei getti e il ripristino dell'illuminazione sono avvenuti nell'agosto 2019.